# Sliepkovce
Sliepkovce és un poble i municipi d'Eslovàquia. Es troba a la regió de Košice, a l'est del país, prop de les fronteres amb Hongria i Ucraïna. La primera referència escrita de la vila data del 1314.

## Demografia
| Godina             | 1994 | 2004   | 2014   | 2024   |
| ------------------ | ---- | ------ | ------ | ------ |
| Nombre de persones | 710  | 704    | 753    | 771    |
| Diferència         |      | −0,84% | +6,96% | +2,39% |

| Godina             | 2023 | 2024   |
| ------------------ | ---- | ------ |
| Nombre de persones | 777  | 771    |
| Diferència         |      | −0,77% |